# Pseudocleobis mauryi
Espèce
Pseudocleobis mauryi est une espèce de solifuges de la famille des Ammotrechidae.

## Distribution
Cette espèce est endémique de la province de Neuquén en Argentine.

## Description
Le mâle holotype mesure 9,94 mm.

## Systématique et taxinomie
Cette espèce a été décrite par Iuri en 2022.

## Étymologie
Cette espèce est nommée en l'honneur d'Emilio Antonio Maury.

## Publication originale
- Iuri & Iglesias, 2022 : « The genus Pseudocleobis Pocock, 1900 (Solifugae: Ammotrechidae) in transitional Patagonia-Monte deserts, with descriptions of two new species. » Zootaxa, no 5094(3), p. 435-460.